# Büschelmücken
Die Büschelmücken (Chaoboridae) sind eine Familie der Zweiflügler (Diptera) und gehören zu den Mücken (Nematocera).

## Merkmale
Im Gegensatz zu den verwandten Stechmücken saugen die Büschelmücken kein Blut. Chaoborus crystallinus ist beispielsweise eine europäische Art mit flach auf dem Rücken zusammengelegten Flügeln und buckeliger Gestalt. Die Flügel der Weibchen reichen bis an ihre Hinterleibsspitze, während das bei den Männchen nicht zutrifft. Die Fühler der Männchen sind stark gefiedert, daher gleichen sie im Habitus oberflächlich betrachtet leicht denen der Zuckmücken und werden gern verwechselt, jedoch haben Büschelmücken um die 10 Flügeladern, die den Rand erreichen, während es bei Zuckmücken weniger sind (6–8). Schaut man sich die Flügeladerung genauer an, gleicht sie eher der von Stechmücken, und es finden sich bei einem Vergleich Unterschiede zu den Zuckmücken:
| Büschelmücken                                                     | Stechmücken                                                        | Zuckmücken                                                            |
| ----------------------------------------------------------------- | ------------------------------------------------------------------ | --------------------------------------------------------------------- |
| 1. Media-Ader (M) gespalten, 2. 10 Flügeladern erreichen den Rand | 1. Media-Ader (M) gespalten, 2. ~10 Flügeladern erreichen den Rand | 1. keine gespaltene Media-Ader, 2. 6–8 Flügeladern erreichen den Rand |
| Stechrüssel                                                       | Stechrüssel                                                        | Stechrüssel                                                           |

Die erwachsenen Tiere halten sich in Wassernähe auf.

## Larvalentwicklung
Die Larven der Büschelmücken sind als „Glasstäbchenlarven“ bekannt. Sie sind durchsichtig und stehen waagerecht im Wasser. Anders als etwa die Stechmücken (Culicidae) besitzen sie keine Atmungsorgane am Hinterleib, stattdessen atmen sie über ihre Körperoberfläche. In der Schwebe gehalten werden sie von paarigen Tracheenblasen im Thorax und im siebten Hinterleibssegment. Durch eine Variation des Inhalts können die Tiere im Wasser steigen oder sinken. Außerdem bewegen sie sich durch ruckartige Bewegungen des gesamten Körpers.

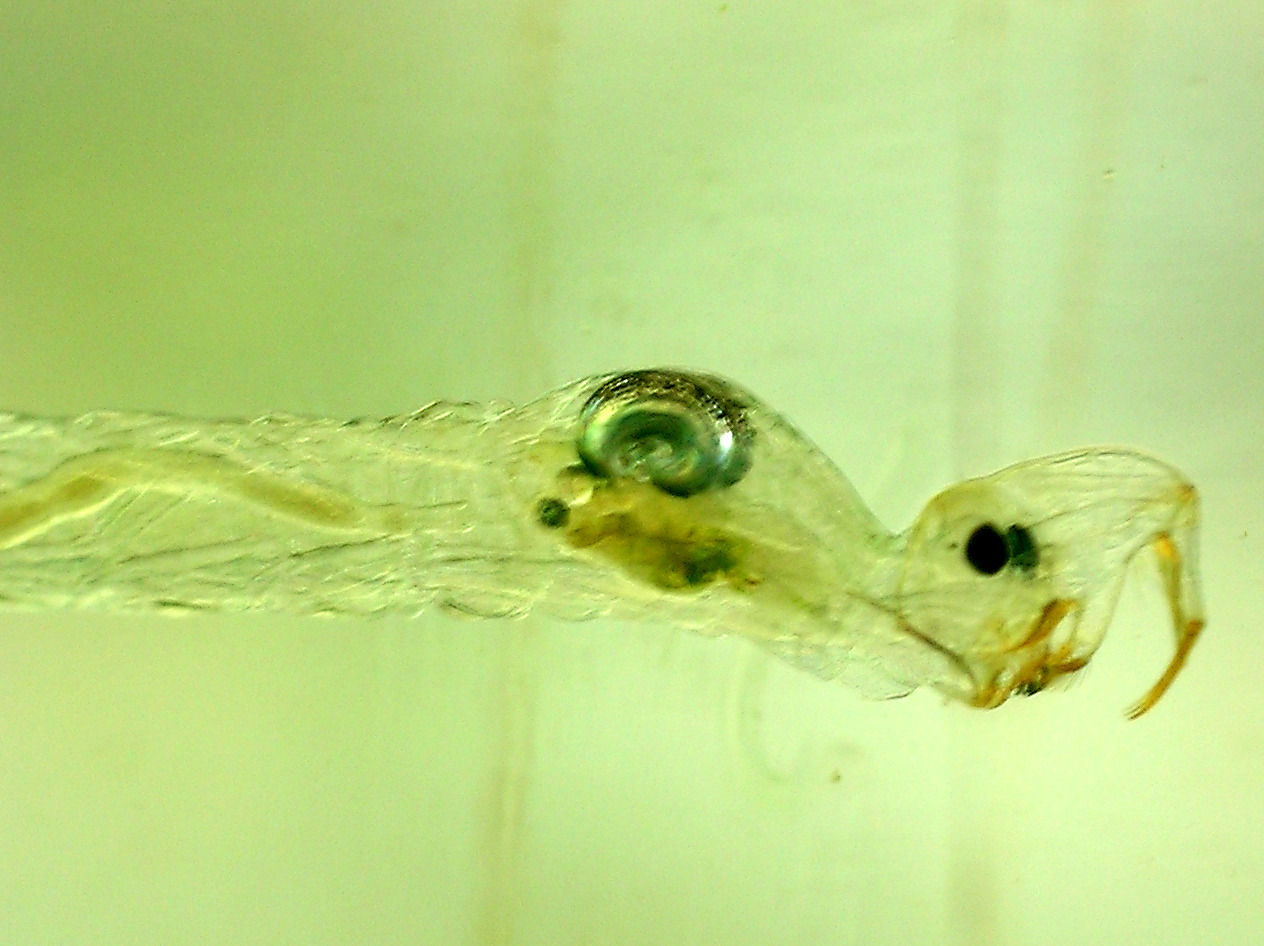
Larve von Chaoborus sp. mit erbeuteter Daphnie

Chaoborus-Larven leben räuberisch vom Zooplankton, vor allem von Daphnien. Der Beutefang wird offensichtlich durch Vibrationen der Beute angeregt, wenn diese an die empfindlichen Antennen der Larven gelangen. Mit den Antennen erfolgt auch der Beutefang und das Opfer wird mit diesen zwischen die Mandibeln geschoben.
Chaoborus-Larven führen ähnlich wie andere Zooplankton Arten eine tägliche Vertikalwanderung durch. Tagsüber verbergen sich die älteren Larvenstadien im Tiefenwasser oder sogar im Sediment, um sich vor Fraßdruck durch Fische zu schützen. Ältere Larvenstadien können dabei in Regionen mit sehr geringen Sauerstoffkonzentrationen vordringen und zehren vom gespeicherten Sauerstoff in ihren Atmungsorganen. Die Tiefe der Vertikalwanderung ist abhängig vom vorhandenen gelösten Sauerstoff in der Wassersäule. Nachts, wenn sie durch die Dunkelheit geschützt sind, halten sich die Büschelmückenlarven in den oberen Wasserregionen auf, um auf Beutefang zu gehen und um ihre Sauerstoffreserven wieder aufzufüllen. Um den Auftrieb an die Wasseroberfläche zu erleichtern, nutzen die Larven das Sedimentgas Methan und bringen es beim Aufstieg in die gesamte Wassersäule ein. Ein Teil des freigesetzten Methans entweicht dadurch in die Atmosphäre, wo es als Treibhausgas zur globalen Erwärmung beitragen kann.

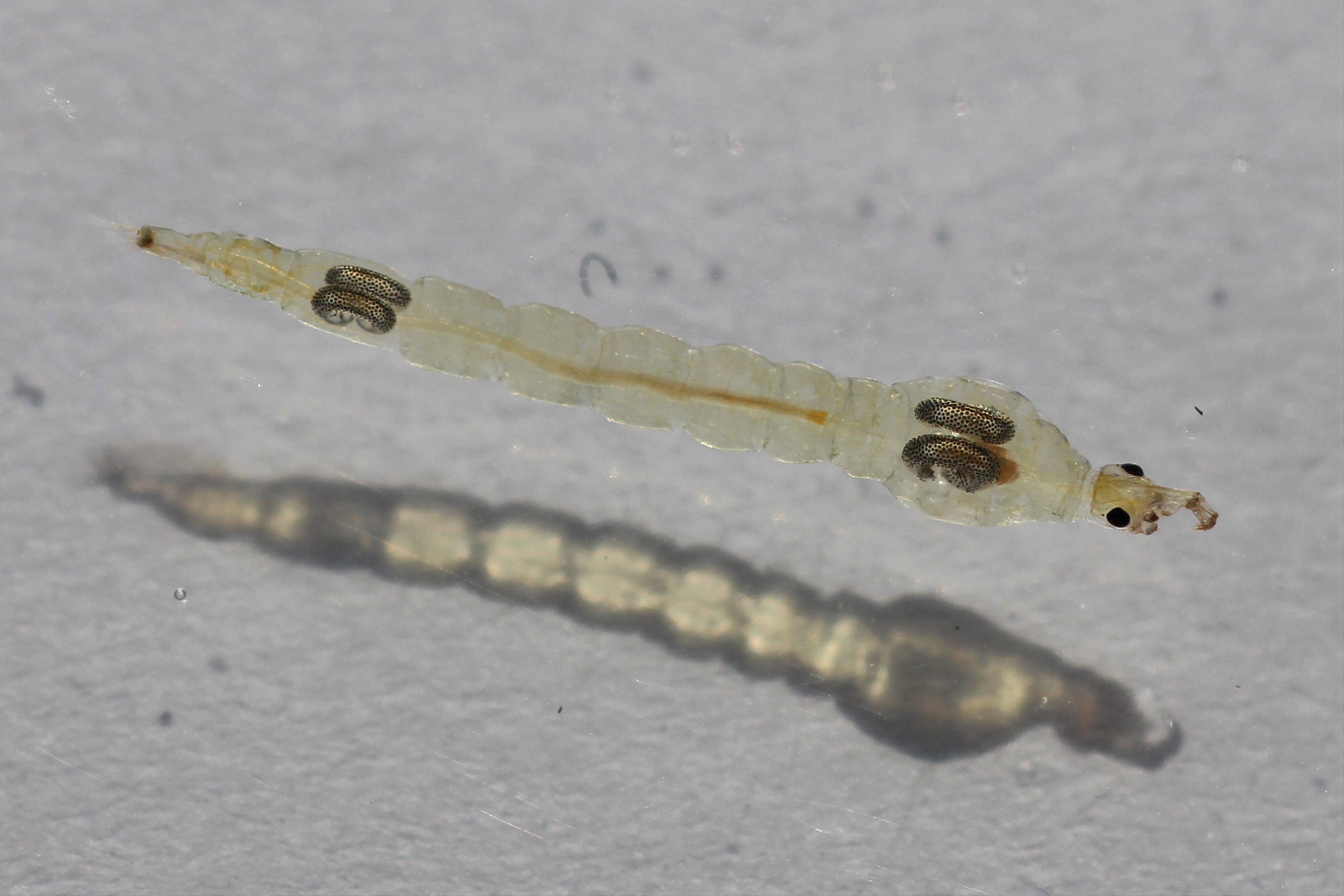
Chaoboridae – Larve einer Büschelmücke und deren geringer Schatten

## Fossile Belege
Der wohl älteste fossile Beleg einer Büschelmücke stammt aus einer mitteljurassischen Lagerstätte in Sibirien. Darüber hinaus ist die Familie aus verschiedenen kreidezeitlichen (Libanon-Bernstein, Unterkreide, ca. 130 Mio. Jahre und dem etwas jüngeren Sibirischen Bernstein) und tertiären (vornehmlich eozäner Baltischer Bernstein und miozäner Dominikanischer Bernstein) Bernsteinvorkommen bekannt.